# Danh sách cầu thủ tham dự giải vô địch bóng đá U-20 Nam Mỹ 2005
Đây là danh sách các đội hình tham dự Giải vô địch bóng đá trẻ Nam Mỹ 2005 tổ chức ở Colombia. 10 đội tham gia phải đăng ký đội hình 20 cầu thủ; chỉ có các cầu thủ trong đội hình mới được tham gia giải đấu.

## Argentina
Huấn luyện viên:  Francisco Ferarro

| Số | VT | Cầu thủ            | Ngày sinh (tuổi)            | Trận | Bàn | Câu lạc bộ         |
| -- | -- | ------------------ | --------------------------- | ---- | --- | ------------------ |
|    | TM | Óscar Ustari       | 3 tháng 7, 1986 (18 tuổi)   |      |     | Independiente      |
|    | TM | Nereo Champagne    | 20 tháng 1, 1985 (19 tuổi)  |      |     | San Lorenzo        |
|    | HV | Mauro Zanotti      | 14 tháng 1, 1985 (19 tuổi)  |      |     | Ternana            |
|    | HV | Lautaro Formica    | 27 tháng 1, 1986 (18 tuổi)  |      |     | Newell's Old Boys  |
|    | HV | Julio Barroso      | 16 tháng 1, 1985 (19 tuổi)  |      |     | Boca Juniors       |
|    | HV | Jonathan Maidana   | 29 tháng 7, 1985 (19 tuổi)  |      |     | Los Andes          |
|    | HV | David Abraham      | 15 tháng 7, 1986 (18 tuổi)  |      |     | Independiente      |
|    | HV | Ezequiel Garay     | 10 tháng 10, 1986 (18 tuổi) |      |     | Newell's Old Boys  |
|    | TV | Juan Manuel Torres | 20 tháng 6, 1985 (19 tuổi)  |      |     | Racing Club        |
|    | TV | Lucas Biglia       | 30 tháng 1, 1986 (18 tuổi)  |      |     | Argentinos Juniors |
|    | TV | Pablo Zabaleta     | 16 tháng 1, 1985 (19 tuổi)  |      |     | San Lorenzo        |
|    | TV | Neri Cardozo       | 8 tháng 8, 1986 (18 tuổi)   |      |     | Boca Juniors       |
|    | TV | Marcelo Bravo      | 10 tháng 1, 1985 (20 tuổi)  |      |     | Vélez Sársfield    |
|    | TV | Pablo Barrientos   | 17 tháng 1, 1985 (19 tuổi)  |      |     | San Lorenzo        |
|    | TV | José Ernesto Sosa  | 19 tháng 6, 1985 (19 tuổi)  |      |     | Estudiantes        |
|    | TĐ | Ezequiel Lavezzi   | 3 tháng 5, 1985 (19 tuổi)   |      |     | San Lorenzo        |
|    | TĐ | Mauro Boselli      | 22 tháng 5, 1985 (19 tuổi)  |      |     | Boca Juniors       |
|    | TĐ | Federico Almerares | 2 tháng 5, 1985 (19 tuổi)   |      |     | River Plate        |
|    | TĐ | Lionel Messi       | 24 tháng 6, 1987 (17 tuổi)  |      |     | Barcelona          |
|    | TĐ | Hernán Peirone     | 28 tháng 5, 1986 (18 tuổi)  |      |     | San Lorenzo        |

(Nguồn tên cầu thủ:)

## Chile
Huấn luyện viên: José Sulantay 

| Số | VT | Cầu thủ               | Ngày sinh (tuổi)           | Trận | Bàn | Câu lạc bộ           |
| -- | -- | --------------------- | -------------------------- | ---- | --- | -------------------- |
|    | TM | Carlos Andrés Arias   | 4 tháng 9, 1986 (18 tuổi)  |      |     | Universidad Católica |
|    | TM | José Rosales          | 20 tháng 9, 1986 (18 tuổi) |      |     | O'Higgins            |
|    | HV | Gonzalo Jara          | 29 tháng 8, 1985 (19 tuổi) |      |     | Huachipato           |
|    | HV | Sebastián Montecinos  | 12 tháng 3, 1986 (18 tuổi) |      |     | Colo-Colo            |
|    | HV | Edson Riquelme        | 29 tháng 8, 1985 (19 tuổi) |      |     | Concepción           |
|    | HV | Felipe Muñoz          | 4 tháng 4, 1985 (19 tuổi)  |      |     | Colo-Colo            |
|    | HV | Eduardo Salazar       | 3 tháng 1, 1986 (19 tuổi)  |      |     | Cobresal             |
|    | TV | Iván Vásquez          | 13 tháng 8, 1985 (19 tuổi) |      |     | Universidad Católica |
|    | TV | Cristóbal Aliste      | 11 tháng 1, 1985 (20 tuổi) |      |     | Cobresal             |
|    | TV | José Pedro Fuenzalida | 22 tháng 2, 1985 (19 tuổi) |      |     | Universidad Católica |
|    | TV | Fernando Meneses      | 27 tháng 9, 1985 (19 tuổi) |      |     | Colo-Colo            |
|    | TV | Carlos Carmona        | 21 tháng 2, 1987 (17 tuổi) |      |     | Coquimbo Unido       |
|    | TV | Pedro Morales         | 25 tháng 5, 1985 (19 tuổi) |      |     | Huachipato           |
|    | TV | Matías Fernández      | 15 tháng 5, 1986 (18 tuổi) |      |     | Colo-Colo            |
|    | TV | Carlos Villanueva     | 5 tháng 2, 1986 (18 tuổi)  |      |     | Audax Italiano       |
|    | TV | Ángel Rojas           | 10 tháng 4, 1985 (19 tuổi) |      |     | Universidad de Chile |
|    | TĐ | Nicolás Canales       | 27 tháng 6, 1985 (19 tuổi) |      |     | Universidad de Chile |
|    | TĐ | Juan Lorca            | 15 tháng 1, 1985 (19 tuổi) |      |     | Colo-Colo            |
|    | TĐ | Ricardo Parada        | 2 tháng 1, 1985 (20 tuổi)  |      |     | Ñublense             |
|    | TĐ | José Soto             | 28 tháng 1, 1986 (18 tuổi) |      |     | Santiago Wanderers   |

(Nguồn tên cầu thủ:)

## Uruguay
Huấn luyện viên: Gustavo Ferrín 

| Số | VT | Cầu thủ            | Ngày sinh (tuổi)            | Trận | Bàn | Câu lạc bộ           |
| -- | -- | ------------------ | --------------------------- | ---- | --- | -------------------- |
|    | TM | Fernando Muslera   | 16 tháng 6, 1986 (18 tuổi)  |      |     | Montevideo Wanderers |
|    | TM | Lucero Álvarez     | 24 tháng 2, 1985 (19 tuổi)  |      |     | Nacional             |
|    | HV | Sergio Rodríguez   | 5 tháng 1, 1985 (20 tuổi)   |      |     | Danubio              |
|    | HV | Diego Godín        | 16 tháng 2, 1986 (18 tuổi)  |      |     | Cerro                |
|    | HV | Miguel Lavié       | 15 tháng 4, 1986 (18 tuổi)  |      |     | Peñarol              |
|    | HV | Sebastián Silvera  | 11 tháng 3, 1986 (18 tuổi)  |      |     | Deportivo Maldonado  |
|    | HV | Ignacio La Luz     | 19 tháng 4, 1985 (19 tuổi)  |      |     | Nacional             |
|    | HV | Martín Rodríguez   | 10 tháng 2, 1985 (19 tuổi)  |      |     | River Plate          |
|    | TV | Luis Aguiar        | 17 tháng 11, 1985 (19 tuổi) |      |     | Liverpool            |
|    | TV | Álvaro Pereira     | 28 tháng 11, 1985 (19 tuổi) |      |     | Miramar Misiones     |
|    | TV | Jorge García       | 19 tháng 8, 1986 (18 tuổi)  |      |     | Danubio              |
|    | TV | Cristian Rodríguez | 30 tháng 9, 1985 (19 tuổi)  |      |     | Peñarol              |
|    | TV | Leandro Ezquerra   | 5 tháng 6, 1986 (18 tuổi)   |      |     | River Plate          |
|    | TV | Juan Ángel Albín   | 17 tháng 7, 1986 (18 tuổi)  |      |     | Nacional             |
|    | TV | Jorge Rodríguez    | 13 tháng 1, 1985 (19 tuổi)  |      |     | Racing Club          |
|    | TV | Ribair Rodríguez   | 4 tháng 10, 1987 (17 tuổi)  |      |     | Danubio              |
|    | TĐ | Danilo Peinado     | 15 tháng 2, 1985 (19 tuổi)  |      |     | Defensor Sporting    |
|    | TĐ | Álvaro Navarro     | 28 tháng 1, 1985 (19 tuổi)  |      |     | Defensor Sporting    |
|    | TĐ | Christian Stuani   | 12 tháng 10, 1986 (18 tuổi) |      |     | Danubio              |
|    | TĐ | Matías Alonso      | 16 tháng 4, 1985 (19 tuổi)  |      |     | River Plate          |

(Nguồn tên cầu thủ:)